# الهبارية (بصية)
الهبارية أو الحبارية منطقة عراقية، في ناحية بصية، بقضاء السلمان بمحافظة المثنى بصحراء الدبدبة بالبادية العراقية، جنوب العراق، في شمال مدينة بصية وبينهما 30 كيلومتراً، وفي سنة 2024 ذُكرت الهبارية مع مناطق ما زالت بها مخلفات حربية.